# Papagona succinea
Papagona succinea är en insektsart som beskrevs av Ball 1935. Papagona succinea ingår i släktet Papagona och familjen Caliscelidae. Inga underarter finns listade i Catalogue of Life.